# Stylactella piscicola
Stylactella piscicola är en nässeldjursart som först beskrevs av Komai 1932.  Stylactella piscicola ingår i släktet Stylactella och familjen Cytaeididae. Inga underarter finns listade i Catalogue of Life.